# Aeroportul Mariana Grajales
Aeroportul Mariana Grajales (IATA: GAO, ICAO: MUGT) este un aeroport din provincia de Guantánamo⁠(d), Cuba ce deservește zona Guantánamo.
Situat la o altitudine de 17 m, aeroportul dispune de 1 pistă.

## Infrastructură

### Piste
Aeroportul dispune de o singură pistă. Pista are orientarea 17/35. 